# Далматская икона
Далматская икона Успения Пресвятой Богородицы — икона, почитаемая в Русской православной церкви чудотворной. Происходит из Далматовского Успенского монастыря. Празднование иконе совершается 15 февраля (по юлианскому календарю).

## История
Предание о Далматской иконе связывает её появление в монастыре с его основателем — преподобным Далматом, который в 1644 году поселился в пещере в месте впадения реки Течи в реку Исеть и принёс с собой икону Успения Богородицы из Невьянского монастыря, в котором принял постриг. В 1651 году образовавшийся вокруг кельи Далмата монастырь был сожжён войском сибирского царевича Девлет-Гирея, но икона, по преданию, не пострадала от огня (обгорела только её задняя сторона). Впервые история об иконе Богородицы из Далматской обители сообщает челобитная игумена Далматовского монастыря Исаака и келаря Никона к царям Ивану и Петру Алексеевичам с просьбой о пожаловании средств на монастырское строительство. При этом игумене в 1707 году в монастыре был построен каменный Успенский собор, в который поместили Далматскую икону. В XVIII веке икона была украшена серебряным позолоченным окладом.
До революции 1917 года паломники стекались в монастырь дважды в год: 15 февраля и 15 августа (Успение Богородицы). Согласно рапорту настоятеля монастыря, в 1864 году монастырь в престольные праздники посетило до 5000 паломников из Пермской, Тобольской, Томской, Оренбургской губерний.
Далматский монастырь был закрыт в 1920-х годах, его насельники, уходя, унесли Далматскую икону Богородицы, и её местонахождение остаётся неизвестным.

## Иконография и украшения
Далматская икона имела размеры 88 × 73 см. На ней был изображён неполный извод Успения Пресвятой Богородицы (не было явления апостолов в облаках). В 1702 году икона была подновлена тобольским иконописцем Иваном Никитиным. В 1864 году на икону была изготовлена риза, в которой она находилась до момента своего исчезновения. Она была чеканная серебряная с позолотой, украшенная драгоценными камнями. Икона хранилась в резном киоте и была занавешена шёлковым покровом, который поднимали при необходимости.
Из списков иконы известны:
- список 1725 года, выполненный в Далматском монастыре иконописцем Тамакульской слободы священником Андреем Михайловым; список был украшен серебряным окладом;
- в Знаменской церкви Барнаула (написан в 1854 году «сходствующий с подлинным как цветом красок, так и мерою своей доски»);
- список 1859 года, сделанный братьями Голышевыми, создавшими новое убранство Успенского собора Далматского монастыря; этот список украсили ризой 1800 года, бывшей на оригинале иконы;
- точный мерный список 2002 года, выполненный протоиереем Александром Маньшиным.